# Carles Isach Ramos
Carles Isach Ramos (Vila-real, 24 de novembre de 1978) és un futbolista valencià, que ocupa la posició de migcampista.

## Trajectòria esportiva
Format al planter del Vila-real CF, debuta amb el primer equip groguet a la temporada 95/96, tot jugant quatre partits a Segona Divisió. Posteriorment, romandria a l'equip juvenil, a l'Illueca (97/98), al CE Onda (98/99 i 00/01) i al Vila-real CF B (99/00).
A la campanya 99/00 torna a aparèixer al primer equip de Vila-real. Disputa 13 partits i marca un gol, l'any del segon ascens dels valencians a la màxima categoria.
Després de militar a l'Elx CF (2001) i RSD Alcalá (01/02), recala al Reial Múrcia. La temporada 02/03 juga 24 partits, 21 d'ells de suplent, i marca tres gols, que contribueixen a l'ascens dels murcians a primera divisió. A la màxima categoria, però, Isach no juga cap minut.
La temporada 04/05 marxa al Cartagena. La seua carrera prossegueix de nou per l'Alcalá (05/06) i el Logroñés CF (06/08).